# جووانی والتی
جووانی والتی (ایتالیایی: Giovanni Valetti; ۲۲ سپتامبر ۱۹۱۳ – ۲۸ مهٔ ۱۹۹۸) دوچرخه‌سوار اهل ایتالیا بود.